# Historia Bydgoszczy (1346–1466)

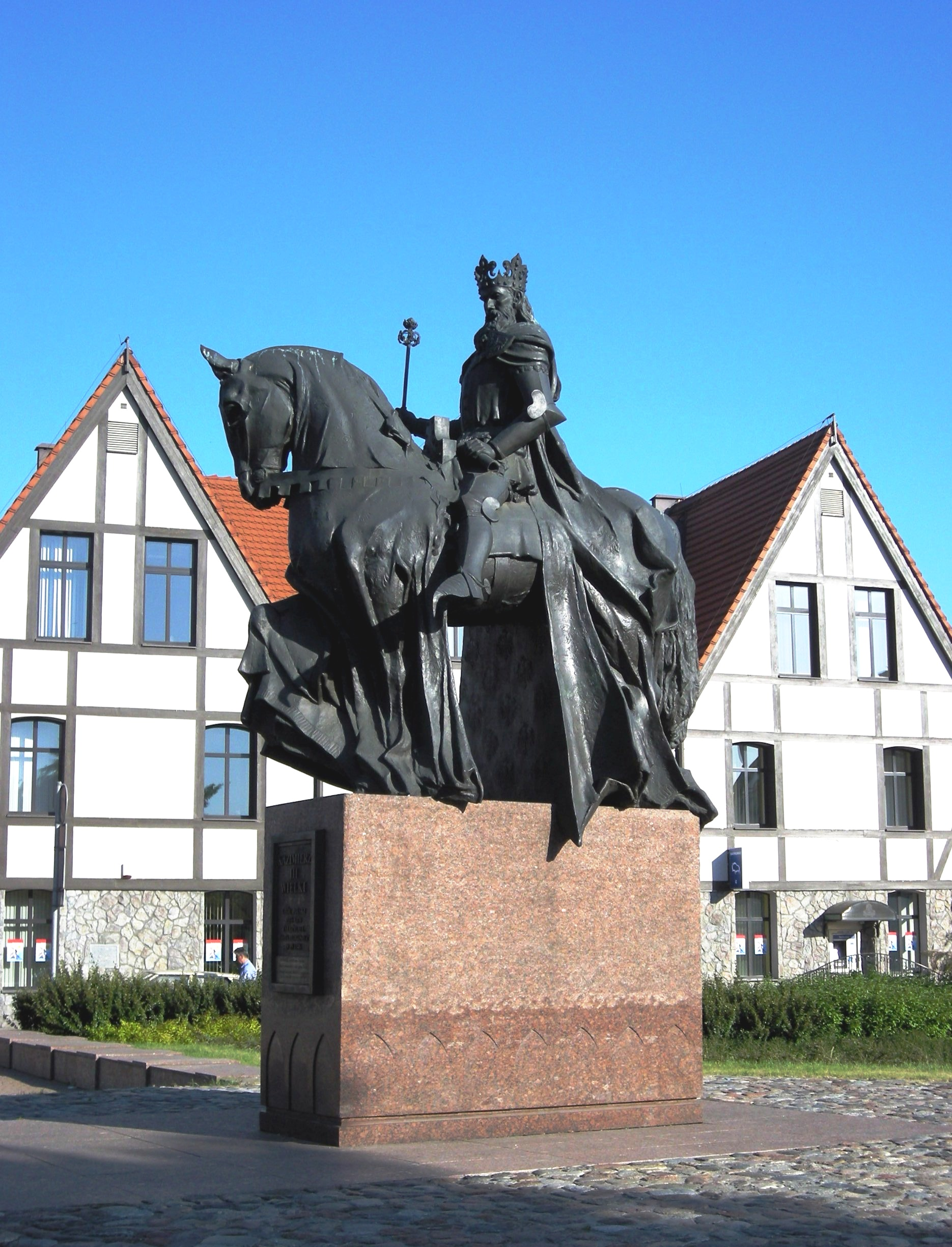
Pomnik Kazimierza III Wielkiego w Bydgoszczy

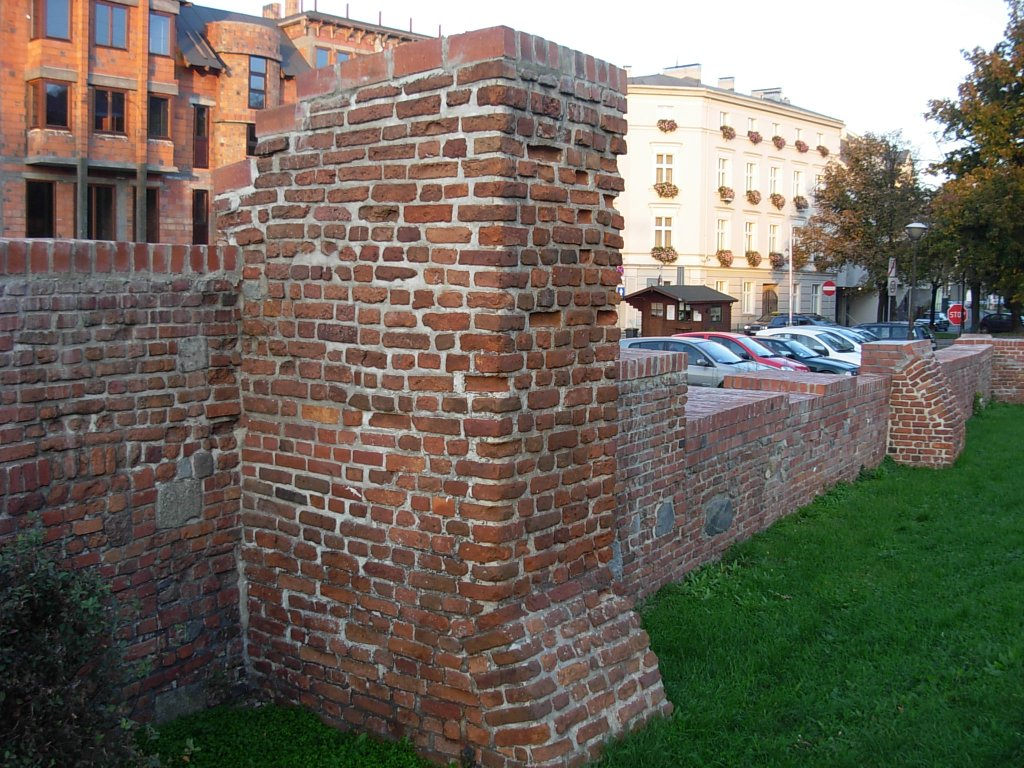
Pozostałości murów miejskich w Bydgoszczy – stan obecny

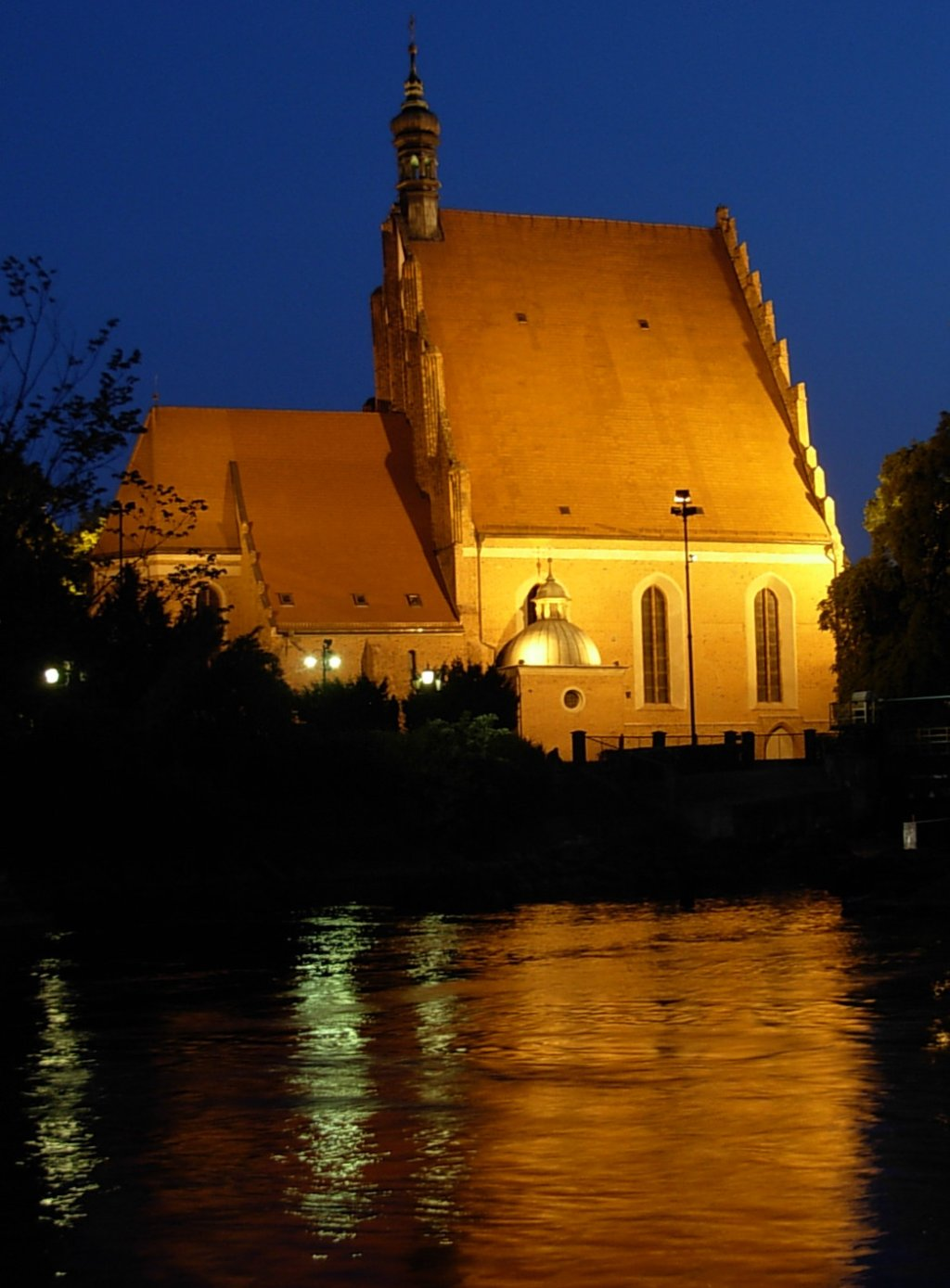
Miejski kościół farny budowany od 1346 r. – obecna forma świątyni z 1466 r.

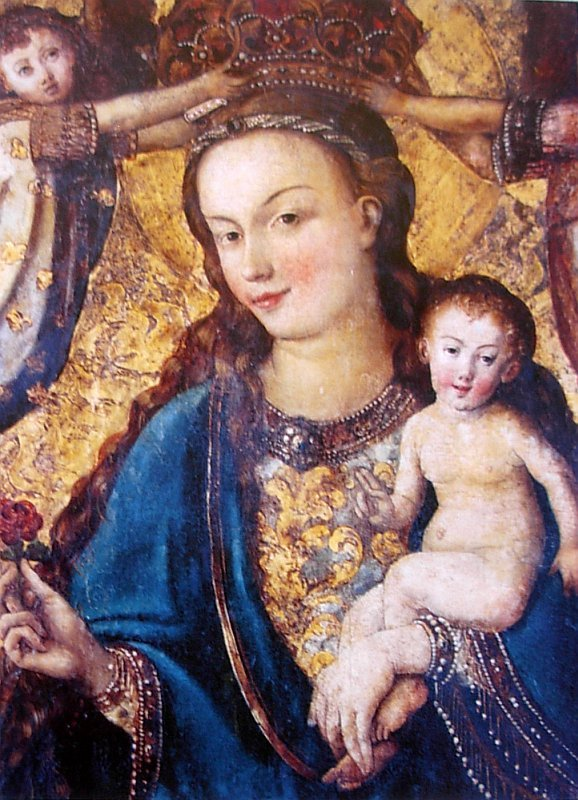
Matka Boska Pięknej Miłości (XV w.) w ołtarzu głównym fary

## Warownia Królestwa Polskiego
Wzrost znaczenia Bydgoszczy przypadł na czasy Kazimierza Wielkiego.
Natychmiast po odzyskaniu ziemi bydgoskiej od Krzyżaków w 1337 r. król rozpoczął proces umacniania militarnego i gospodarczego tej ziemi, którą uznawał za kluczowy obszar pograniczny z zakonem krzyżackim.
Prawdopodobnie już w 1337 r. rozpoczęła się budowa zamku z cegły (w miejscu drewniano-ziemnego grodu).
W 1346 r., kiedy nastąpiła lokacja miasta, zamek – określony „castrum”, w którym rezydował burgrabia był już częściowo użytkowany.

## Lokacja miasta przez Kazimierza Wielkiego
19 kwietnia 1346 r., Kazimierz Wielki przebywając podczas Wielkanocy w rodzinnym Brześciu Kujawskim, wystawił miejski akt lokacyjny na prawie magdeburskim dla Bydgoszczy. Miasto miało powstać na opuszczonej równinie obok zamku. Bydgoszcz miała być z jednej strony ośrodkiem handlowym, będącym przeciwwagą dla znajdujących się pod władzą krzyżacką miast pomorskich, a z drugiej – warownią, strzegącą granicy państwa z zakonem. Zasadźcami byli: Jan Kiesselhuth i jego wspólnik Konrad (zobacz fragment aktu lokacyjnego w Wikicytatach). Miasto pełniło ważną funkcję obronną. Obszar nowo lokowanego miasta obejmował tereny po obu stronach Brdy. Na północ granice patrymonium miejskiego sięgały do dóbr cystersów koronowskich (Myślęcinek), na południe zaś dochodziły do Jeziora Jezuickiego (Pełeczno, Pełczyn) i wzdłuż rzeki Noteć. Granicę wschodnią zakreślono od Jeziora Jezuickiego przez obszar leśny do późniejszych Glinek i Żup, a stąd przez wieś Grodztwo, przez dzisiejsze Bielawy aż do Zamczyska na północy.
Można stwierdzić, że:
- Bydgoszcz uzyskała bardzo duże patrymonium, jedno z największych wśród miast założonych przez Kazimierza Wielkiego[6]
- zamek bydgoski został zbudowany na podobieństwo trójskrzydłowych zamków krzyżackich (np. w Kętrzynie, Morągu, Węgorzewie)[6]
- król nadał nowemu miastu nazwę Kunigesburg, ale nie przyjęła się ona w powszechnym użyciu[6]
- przywileje nadane miastu były dość rozległe, należało do niego m.in. kluczowe dla Bydgoszczy prawo prowadzenia handlu spławnego[6]
- wytyczone miasto o pow. ok. 10,5 ha z ok. 300 działkami budowlanymi leżało na półwyspie, który po wykopaniu fosy stał się wyspą[6]

Król Kazimierz Wielki przebywał w Bydgoszczy kilkukrotnie (m.in. w 1345, 1347, 1349, 1370 r.) Przyjęło się sądzić, że monarcha lubił to miasto, któremu nadał również pewne znaczenie administracyjne (poszerzenie kasztelanii, starostwo od 1358 r.). W 1370 r. król nadał starostwo bydgoskie wraz z ziemią dobrzyńską i innymi obszarami swemu wnukowi Kaźkowi Słupskiemu, w którym upatrywał swego następcy, niezależnie od układów zawartych wcześniej z Ludwikiem Węgierskim.

## Bydgoszcz lennem Królestwa Polskiego

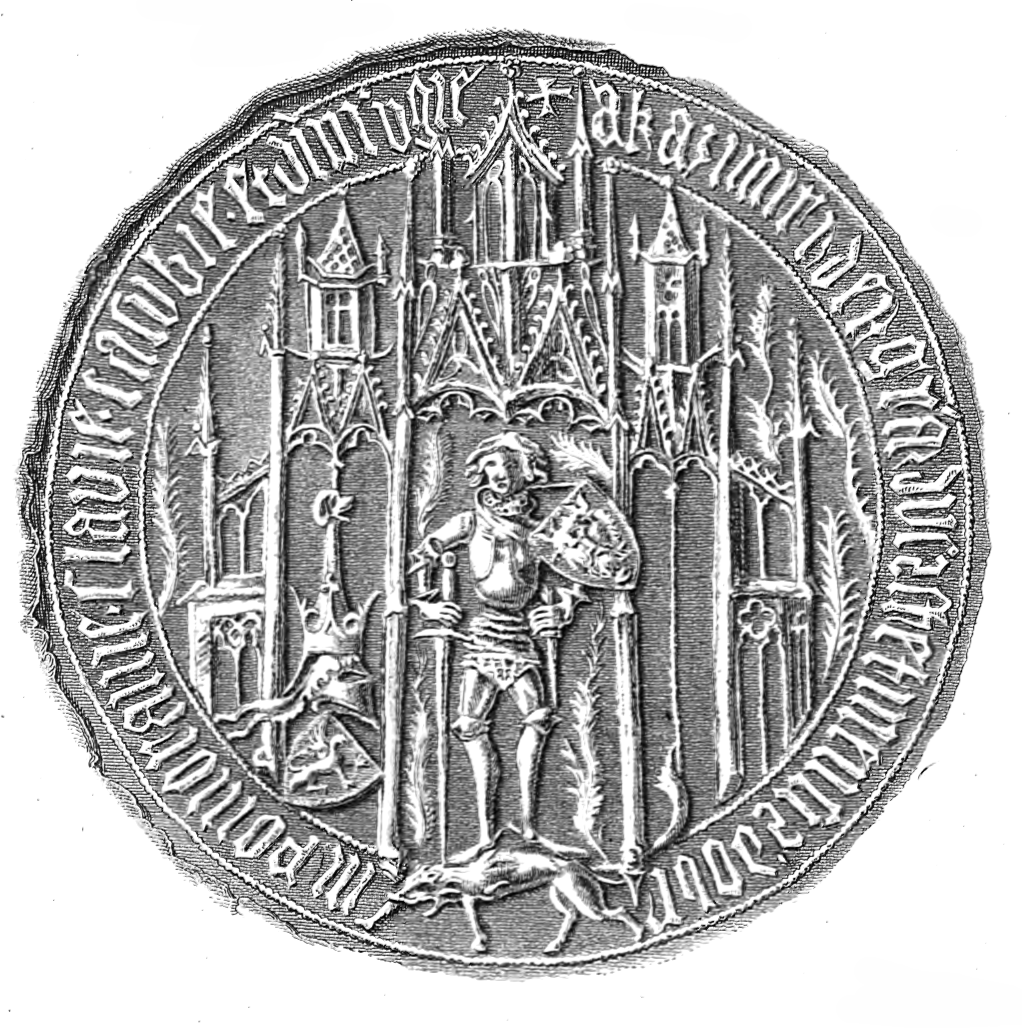
Pieczęć piesza Kazimierza Słupskiego z 1373 r.

Ostatecznie, po śmierci króla Kaźko musiał zadowolić się jedynie pozycją lennika Korony. Otrzymał jako lenno ziemię dobrzyńską i zamki: bydgoski, wielatowski i wałecki. Główną rezydencją Kaźka był zamek bydgoski, który sobie szczególnie upodobał; tutaj wydawał liczne dokumenty, tutaj znajdował się także jego dwór. Wypełniając obowiązki lennika, wziął udział w wyprawie na zamek w Złotorii nad Drwęcą, podczas której został ciężko ranny. Zmarł na zamku bydgoskim w styczniu 1377 r. Podczas siedmiu lat swego panowania w Bydgoszczy książę zachodniopomorski utwierdził urząd starosty bydgoskiego (Janusz 1375 r.) oraz innych urzędów ziemskich, odtąd związanych z ziemią bydgoską: podczaszych (1372), podsędziów (1373), chorążych (1376) i innych.
Po śmierci Kaźka Słupskiego Bydgoszcz wróciła pod władzę króla polskiego, mimo pretensji zgłaszanych przez przyrodnich braci Kaźka: książąt zachodniopomorskich Warcisława VII, Bogusława VIII i Barnima.
W 1378 r. ziemię bydgoską, inowrocławską i dobrzyńską król Ludwik Węgierski przekazał w lenno księciu Władysławowi Opolczykowi w zamian za rezygnację z namiestnictwa na Rusi Halickiej. W 1390 roku Władysława Jagiełło nadał Bydgoszcz swojemu bratu Wiguntowi-Aleksandrowi, który ożenił się z córką Opolczyka. Po śmierci Wigunta w 1392 roku Bydgoszcz wróciła pod władzę króla Polski. 

## Królowa Jadwiga Andegaweńska w Bydgoszczy
Wiosną 1397 r. w Bydgoszczy gościła królowa Jadwiga Węgierska. Jej pobyt łączy się według tradycji z lokalizacją w Bydgoszczy w tym czasie konwentu karmelitów (trzecia lokacja w Polsce po Gdańsku i Krakowie). Na początku XV wieku, z bydgoskiego konwentu wyszedł błogosławiony kościoła katolickiego: Stanisław Bydgosta. Jeszcze wcześniej – w końcu wieku XIV, biegły w sztuce karmelita w Bydgoszczy wyrzeźbił Pietę, która po ok. 200-letnim pobycie w ołtarzu głównym bydgoskiego kościoła karmelitów trafiła do Obór (do nowo zakładanego konwentu, ok. 1605 r.), gdzie wsławiona cudami jest obecnie nazywana patronką ziemi dobrzyńskiej.

## Rola Bydgoszczy w wielkiej wojnie z Zakonem Krzyżackim
Dość istotna jest rola Bydgoszczy w wielkiej wojnie z Zakonem Krzyżackim (1409–1410 r.). W roku 1409, kiedy wybuchło powstanie na Żmudzi, a król Władysław Jagiełło zadeklarował pomoc Litwinom, Krzyżacy wypowiedzieli wojnę Polsce i zaatakowali Kujawy, Krajnę i ziemię dobrzyńską zajmując przy tym Bydgoszcz (30 sierpnia 1409 r.). Dzień wcześniej załoga bydgoskiego zamku wykonała udany wypad pod Świecie, biorąc do niewoli miejscowego komtura Henryka von Plauen. Niestety akcja nie udała się, gdyż powracając polscy rycerze natknęli się na armię krzyżacką, która odbiła komtura, zamordowała komendanta bydgoskiego zamku i wzięła do niewoli znaczną część jego rycerzy.
Henryk von Plauen w późniejszym toku wojny ocalił zakon przed całkowitym zniszczeniem, gdy po bitwie pod Grunwaldem zorganizował obronę Malborka. Tak więc incydent pod Bydgoszczą miał duże znaczenie dla późniejszych wydarzeń. Pozostali obrońcy, nie widząc możliwości obrony, oddali bez walki zamek w ręce wojsk zakonnych.
Tymczasem Władysław Jagiełło zorganizował pospolite ruszenie pod Łęczycą i 23 września 1409 r. ruszył pod Bydgoszcz w celu odbicia warowni. Oblężenie zamku w Bydgoszczy rozpoczęto 29 września 1409 r. i po ośmiu dniach ostrzału artyleryjskiego zdobyto go, co było pierwszym sukcesem Jagiełły w tej wojnie.
Zdobycie zamku miało skutki polityczne. Wielki mistrz krzyżacki Ulryk von Jungingen natychmiast zawarł w Bydgoszczy rozejm, który miał obowiązywać do „świętego Jana” 24 czerwca 1410 r. W umowie pośredniczyli książęta śląscy przysłani przez króla czeskiego Wacława IV: wrocławski, świdnicki i oleśnicki.
W roku następnym, po wygaśnięciu tego rozejmu armia Jagiełły i księcia Witolda rozegrały słynną kampanię, w której złamały potęgę militarną państwa zakonnego pod Grunwaldem. Po bitwie grunwaldzkiej, kolejna ważna bitwa rozegrała się na polach pod Koronowem (25 km od Bydgoszczy) 10 października 1410 r., gdzie rozgromiono posiłki Zakonu przybyłe z Nowej Marchii i zmierzające w kierunku Prus. Po zwycięstwie rycerstwo polskie i zaciężne czeskie ruszyło do Bydgoszczy, gdzie przebywało trzy dni świętując zwycięstwo. Kolumna podwód z rannymi i jeńcami liczyła 60 wozów…
W okresie 1411–1454 r., kiedy toczyły się kolejne wojny polsko-krzyżackie, Bydgoszcz była wielokrotnie oblegana przez siły krzyżackie (1422, 1431 r.) Kierowano także stąd polskie działania zaczepne. Starosta bydgoski Dobiesław Puchała wzorem swego poprzednika Jana z Brzozogłów urządzał rajdy na ziemie krzyżackie, a w jednej z wypraw dotarł aż do Bałtyku, wracając z bogatymi łupami.

## Rola Bydgoszczy w wojnie trzynastoletniej
W latach 1454–1466 toczyła się wojna polsko-krzyżacka (tzw. trzynastoletnia), w trakcie której król Kazimierz Jagiellończyk wielokrotnie przebywał w Bydgoszczy, zakładając tutaj jedną ze swoich głównych kwater wojennych. W 1454 r. dotarł tutaj uciekając po przegranej bitwie pod Chojnicami, w 1457 r. dokonywał wykupów twierdz krzyżackich oraz przeprowadzał koncentracje armii, w 1461 r. zbierał i przeglądał wojska oraz odbywał rokowania z przedstawicielami miast pruskich. Wreszcie w 1466 r. – zawarł w Bydgoszczy decydujący dla wyniku wojny sojusz z Erykiem Słupskim. Kazimierz Jagiellończyk na bydgoskim zamku dowiedział się o śmierci matki Zofii Holszańskiej (wrzesień 1461 r.) Tutaj też w kwietniu 1457 r. dokonał wykupu z rąk zaciężnych krzyżackich m.in. twierdzy w Malborku – stolicy Zakonu, która nigdy nie została zdobyta militarnie.
Król Kazimierz Jagiellończyk przyczynił się do rozwoju Bydgoszczy – miasta które doskonale znał on sam i jego dwór. Wydał dla Bydgoszczy przywileje, m.in. prawo swobodnego uprawiania handlu na Wiśle, prawa do trzech jarmarków, ufundował wspólnie ze starostą bydgoskim Janem Kościeleckim piękny wizerunek maryjny do ołtarza głównego kościoła farnego (czczony do dzisiaj jako Matka Boska Pięknej Miłości – patronka miasta i diecezji, obraz ukoronowany przez prymasa S. Wyszyńskiego w 1966 r. i papieża Jana Pawła II w 1999 r., nazywany przez historyków sztuki najpiękniejszym średniowiecznym wizerunkiem maryjnym w Polsce), ufundował także klasztor bernardynów w Bydgoszczy (trzeci konwent w Polsce po Krakowie i Warszawie).

## Rozwój miasta w XIV-XV wieku
W okresie do 1466 r. Bydgoszcz znacznie się rozbudowała. Rozpoczęto budowę miejskich fortyfikacji, spiętrzono rzekę Brdę zasilając miejską fosę, w tym przede wszystkim murów miejskich, zbudowano jaz i śluzę. Urządzenia hydrotechniczne miały z jednej strony służyć wykorzystaniu siły napędowej rzeki dla młynów i innych urządzeń (folusze, tartak), a z drugiej – umożliwiać spław drewna i zboża z górnej Brdy. W mieście powstał gotycki miejski kościół farny (zachowany do dzisiaj), pierwszy ratusz na rynku, klasztor i kościół mariacki karmelitów, oraz kościół szpitalny św. Ducha.
W 1408 r. dziedziczne bydgoskie wójtostwo wykupił król Władysław Jagiełło, a dochody przeznaczył na uposażenie miejscowego starostwa. W ten sposób samorząd miejski został pozbawiony dochodów, które w przyszłości skutkowały niezbyt imponującą skalą architektoniczną budowli miejskich i sakralnych (nie dotyczy wszystkich obiektów).
Wskutek rozwoju koniunktury handlowej związanej z rozwojem demograficznym Europy Zachodniej (handel bałtycki), pojawiła się możliwość rozwoju gospodarczego – wykorzystania czołowego atutu Bydgoszczy, jaką była spławna rzeka w węźle dolnej Wisły. Towary masowe, jak zboże, drewno coraz częściej transportowano z Kujaw i Wielkopolski podwodami do Bydgoszczy, skąd miejscy szyprowie spławiali je do portu gdańskiego. Bydgoszcz była również znanym ośrodkiem piwowarstwa, które spławiano masowo do Gdańska i rozprowadzano po kraju. Specjalne piwnice serwujące wyłącznie piwo bydgoskie powstały m.in. w Toruniu, Poznaniu i Inowrocławiu.